# Malcus elevatus
Malcus elevatus är en insektsart som beskrevs av Zheng, Zou och Pei Ken Hsiao 1979. Malcus elevatus ingår i släktet Malcus och familjen Malcidae. Inga underarter finns listade i Catalogue of Life.